# Кирк, Алан
Алан Гудрич Кирк (англ. Alan Goodrich Kirk); 30 октября 1888, Филадельфия — 15 октября 1963, Вашингтон) — адмирал ВМС США (с февраля 1946).

## Биография
Окончил Военно-морскую академию США (1909).
Участник Первой и Второй мировых войн.
В 1939—1941 годах — американский военно-морской атташе в Лондоне.
В марте 1941 года был назначен директором управления военно-морской разведки, но уже в октябре принял командование над соединением кораблей. После нападения японского флота на американскую базу в Пёрл-Харборе Кирк как бывший руководитель разведки подвергся жесткой критике и вскоре вновь был переведён в марте 1942 года в Лондон начальником штаба главнокомандующего военно-морских сил США в Европе.
В 1943 году назначен командующим амфибийными силами Атлантического флота. Подчиненные ему части приняли участие в высадке на Сицилию, а затем в обеспечении высадки союзных войск в Нормандии. С октября 1944 года — командующий ВМС США во Франции.
Вышел в отставку в звании полного адмирала в 1946 году.
В марте 1946 года был назначен чрезвычайным и полномочным послом США в Бельгии и министром в Люксембурге. В 1947—48 годах — представитель США в Специальном комитете ООН по Балканам. В 1949—1951 годах — посол США в СССР.
В 1952 году, вернувшись на родину, стал председателем Американского комитета по освобождению русского народа, который развернул в США широкую антисоветскую пропаганду. В 1954—58 годах — председатель Совета директоров компании «Мерист Корпорейшн».
В 1962—1963 годах — посол США на Тайване.
Похоронен на Арлингтонском кладбище.